# Wahlbezirk Böhmen 89
Der Wahlbezirk Böhmen 89 war ein Wahlkreis für die Wahlen zum Abgeordnetenhaus im österreichischen Kronland Böhmen. Der Wahlbezirk wurde 1907 mit der Einführung der Reichsratswahlordnung geschaffen und bestand bis zum Zusammenbruch der Habsburgermonarchie.

## Geschichte
Nachdem der Reichsrat im Herbst 1906 das allgemeine, gleiche, geheime und direkte Männerwahlrecht beschlossen hatte, wurde mit 26. Jänner 1907 die große Wahlrechtsreform durch Sanktionierung von Kaiser Franz Joseph I. gültig. Mit der neuen Reichsratswahlordnung schuf man insgesamt 516 Wahlbezirke mit je einem zu wählenden Abgeordneten, die durch Direktwahl mit allfälliger Stichwahl bestimmt wurden. Der Wahlkreis Böhmen 89 umfasste die Städte Sankt Joachimsthal, Graslitz, Platten und Neudeck. Aus den beiden Reichsratswahlen 1907 und 1911 ging jeweils Otto Glöckel von der Sozialdemokratischen Partei als Sieger hervor.

## Wahlen

### Reichsratswahl 1907
Die Reichsratswahl 1907 wurde am 14. Mai 1907 durchgeführt. Die Stichwahl im Wahlbezirk 88 entfiel auf Grund der absoluten Mehrheit für Otto Glöckel im ersten Wahlgang.
| Kandidat                                                              | Partei                     | Wahlkreisstimmen | Prozent |
| --------------------------------------------------------------------- | -------------------------- | ---------------- | ------- |
| Otto Glöckel                                                          | Sozialdemokratische Partei | 2793             | 56,2 %  |
| Anton Schubert                                                        | „Kompromisskandidat“       | 2178             | 43,8 %  |
|                                                                       | Sonstige Parteien          | 2                | 0,04 %  |
| Wahlberechtigte: 5602, Ungültige Stimmen: 25, Wahlbeteiligung: 89,2 % |                            |                  |         |

### Reichsratswahl 1911
Die Reichsratswahl 1911 wurde am 13. Juni 1911 durchgeführt. Die Stichwahl im Wahlbezirk 89 entfiel auf Grund der absoluten Mehrheit für Otto Glöckel im ersten Wahlgang.
| Kandidat                                                              | Partei                     | Wahlkreisstimmen | Prozent |
| --------------------------------------------------------------------- | -------------------------- | ---------------- | ------- |
| Otto Glöckel                                                          | Sozialdemokratische Partei | 2827             | 50,9 %  |
| Max Morawetz                                                          | Deutschradikale Partei     | 2719             | 49,0 %  |
|                                                                       | Sonstige Parteien          | 5                | 0,1 %   |
| Wahlberechtigte: 5999, Ungültige Stimmen: 41, Wahlbeteiligung: 93,2 % |                            |                  |         |